# Nessim Sibony
Pour les articles homonymes, voir Sibony.
Nessim Sibony (né le 20 octobre 1947 à Marrakech et mort le 30 octobre 2021 en Belgique) est un mathématicien français. Ses recherches portent sur l'analyse complexe. Il fut professeur au département de mathématique à l’université de Paris-Sud à Orsay.

## Biographie
Nessim Sibony soutient en 1974 à l'université Paris-Sud une thèse sur les Problèmes de prolongement analytique et d'approximation polynomiale pondérée. Il poursuit ensuite des recherches sur la dynamique à plusieurs variables, travaillant avec John Erik Fornæss sur la théorie de Fatou-Julia à deux variables complexes.
Indépendamment d'Adrien Douady et John H. Hubbard, il prouve dans les années 1980 que l'ensemble de Mandelbrot est cohérent.
En 2009, il reçoit le prix Sophie-Germain. En 1990, il est conférencier invité au Congrès international des mathématiciens de Kyōto, avec une présentation intitulée Some recent results on weakly pseudoconvex domains.

## Sélection de publications
- (en) Nessim Sibony et Tien-cuong Dinh, « Dynamics in several complex variables: Endomorphisms of projective spaces and polynomial like mappings », dans Dierk Schleicher, Eric Bedford, Tien-Cuong Dinh, Marco Brunella, Marco Abate (eds.), Holomorphic dynamical systems, Lectures at CIME (Cetraro 2008), Springer, coll. « Lecture notes in Mathematics » (no 1998), 2010.
- (en) Nessim Sibony, « Dynamics of rational maps on {\displaystyle P^{k}} », dans Dominique Cerveau, Étienne Ghys, Nessim Sibony, Jean-Christophe Yoccoz, Complex Dynamics and Geometry, SMF/AMS, coll. « Texts and Monographs » (no 10), 2003 ; version française : SMF 1999, coll. Panoramas et Synthèses, vol. 8.
- Nessim Sibony, « Quelques problèmes de prolongement de courants en analyse complexe », Duke Mathematical Journal, vol. 52,‎ 1985, p. 157-197.

## Prix et récompenses
- 1988 : prix Vaillant
- 2009 : prix Sophie-Germain
- 2017 : prix Stefan Bergman

## Hommage
Une conférence internationale à sa mémoire a eu lieu en 2022.